# お久しぶりね
「お久しぶりね」（おひさしぶりね）は、小柳ルミ子の37枚目のシングル。1983年7月21日にSMS Recordsから発売された。

## 概要・背景
本作の発売は1983年7月だったが、約半年が経った翌1984年になって、1977年の「星の砂」以来のオリコンチャートでベスト10入りし、週間最高8位まで上昇した。なお2022年時点で小柳のシングル曲のベスト10入りは、当曲が最後となっている。バックコーラスは、当時の小柳担当マネージャーが務めていた。
TBSテレビ『ザ・ベストテン』では、1983年12月8日放送の「今週のスポットライト」コーナーで、1980年3月の「来夢来人 (ライムライト)」以来、およそ4年ぶりに同番組に出演した。また、放送日の4日前に開局したばかりだったTBS系テレビ局"テレビユー福島"の局舎前から歌唱し、開局当日の放送開始風景の紹介もされている。さらに翌1984年1月26日放送分で第9位となり、小柳自身初のランクインを果たす。同年2月9日には最高の第5位に浮上し、同年3月1日（第8位）まで6週に亘って10位以内に入っていた。同番組において、小柳が唯一ベスト10入りを果たしたヒット曲でもある。
日本テレビ『ザ・トップテン』では、1984年1月23日放送分で第9位にランクイン。同日は小柳へのサプライズとして、中継先の京都のホテルに宝塚音楽学校の同期生達が訪れた。
小柳はこの曲で1983年末に放送された『第34回NHK紅白歌合戦』に出場した。
フジテレビ『タモリのボキャブラ天国』では、この曲をネタにした「お刺身ブリね」という投稿が寄せられ、VTRでは小柳本人と、当時の夫であった大澄賢也が共演した。

## 収録曲
1. お久しぶりね（3分50秒）
作詞・作曲：杉本真人／編曲：梅垣達志
2. 愛色夢紀行（4分8秒）
作詞：友井久美子／作曲：杉本真人／編曲：梅垣達志

1990年版シングル
1. お久しぶりね
作詞・作曲：杉本真人／編曲：梅垣達志
2. 愛色夢紀行
作詞：友井久美子／作曲：杉本真人／編曲：梅垣達志
3. お久しぶりね (オリジナル・カラオケ)

## カバー
- 小林幸子 - 1984年、アルバム『もしかして』収録
- 内田あかり - 1989年、アルバム『好色一代女～内田あかりベストヒット』収録
- マルシア - 1989年、アルバム『ふりむけばヨコハマ』収録
- 井口裕香（海鴎琴寝） - 2012年、シングル「さみだれて…www」収録
- 花見桜こうき - 2015年、アルバム『花見便り～俺の女唄名曲集～』収録
- 伊藤咲子 - 2018年、アルバム『恋する名曲娘』収録）
- 岩佐美咲 - 2019年、シングル「恋の終わり三軒茶屋」（通常盤B）収録